# Hraniční přechod Kraslice–Klingenthal
Hraniční přechod Kraslice–Klingenthal (německy Grenzübergang Klingenthal–Kraslice) je bývalý silniční hraniční přechod, který se nachází na česko-německé státní hranici na hraničním úseku XIX/14 - XX/1 mezi českým městem Kraslice v místní části Hraničná (okres Sokolov, Karlovarský kraj) a německým městem Klingenthal (zemský okres Fojtsko, spolková země sasko). Přechod leží v Kraslickém průsmyku v nadmořské výšce 546 m n. m. na silnici II/210; za hranicí pokračuje německá silnice B283. Před zrušením byl určen pro pěší, cyklisty, motocykly, osobní automobily a nákladní automobily do 12 t.
Hraniční přechod byl zrušen při vstupu České republiky do Schengenského prostoru v roce 2007. V případě dočasného znovuzavedení ochrany vnitřních hranic je provoz na hraničním přechodu upraven Sdělením Ministerstva vnitra č. 395/2021 Sb.